# Castello di Pontes
Il castello di Pontes è un castello in rovina di epoca medievale situata nel territorio di Galtellì, in provincia di Nuoro.

## Storia
Dalle poche notizie che si hanno si può dedurre che fu costruito dai giudici di Gallura nel XI secolo, passò poi a Pisa. Venne conquistato dai catalano-aragonesi nel XIV secolo e poi temporaneamente dal giudicato di Arborea durante la guerra sardo-catalana.

## Descrizione

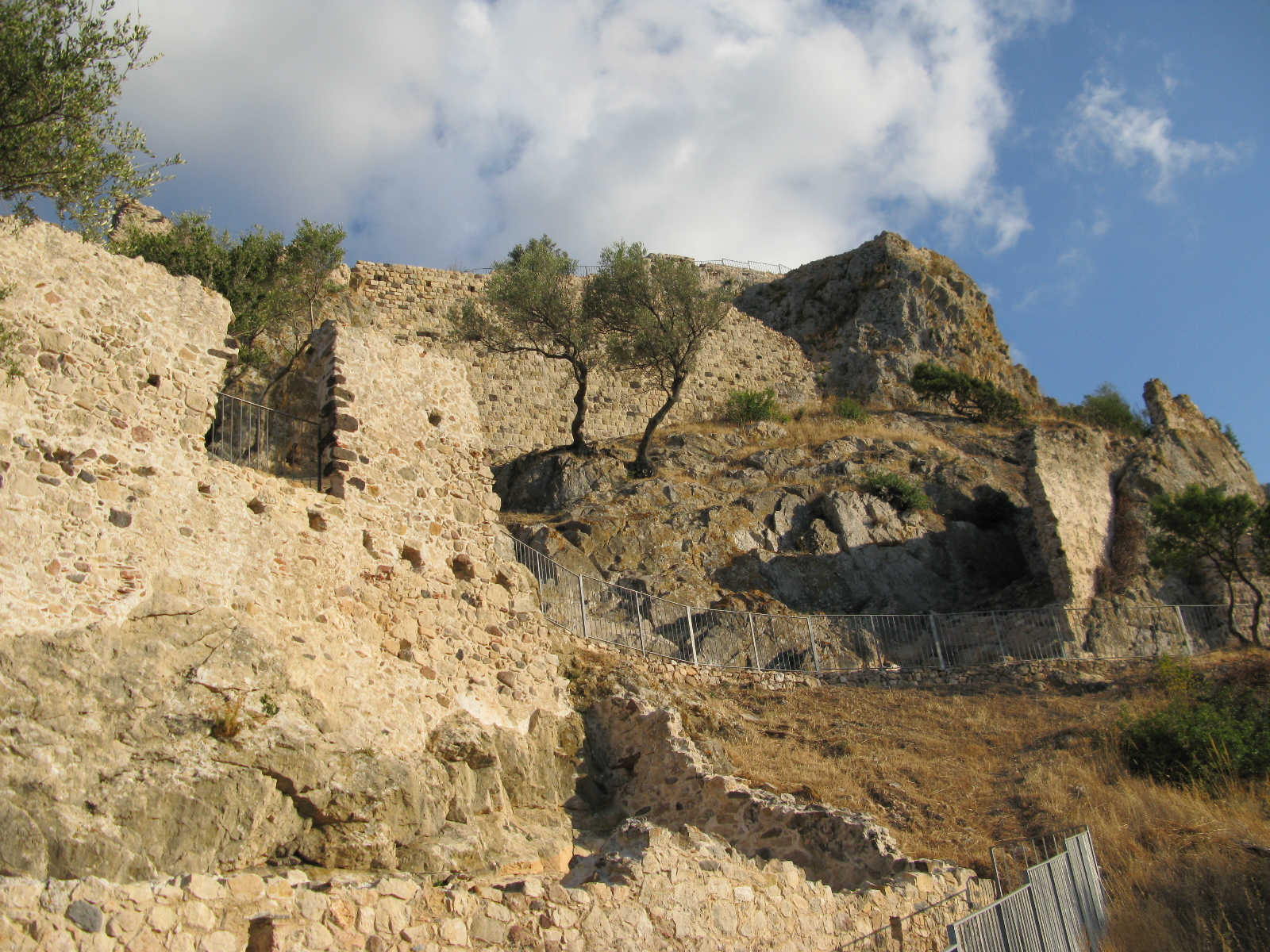

Si trova a circa 2 km di distanza dal centro abitato, su un modesto rilievo che domina la valle del Cedrino, ed è ricoperto da una fitta vegetazione che ne ricopre i ruderi. 
Il Castello era posizionato in cima ad un promontorio calcareo di 175 m che sovrasta la piana del fiume Cedrino. Proprio per la sua ubicazione, la funzione era chiaramente militare: difendere il confine meridionale del Giudicato di Gallura. La sua posizione permetteva la sorveglianza dei traffici da e per il Golfo di Orosei e il controllo su un’area a forte predisposizione agricola.
Tale importanza geopolitica esponeva il centro della Baronia ad un ruolo di primo piano nel conflitto contro gli aragonesi. Espugnare Galtellì, significava avere sotto controllo un importante centro della costa orientale sarda, collegato alle zone interne della Sardegna proprio dall’agevole passaggio nella piana del Cedrino.
Inoltre, il Castello di Pontes fu più volte costruito e ricostruito per adattarsi alle continue e incombenti esigenze militari contro un nemico determinato a conquistare tutta la Sardegna. La storia ha infatti voluto che l’isola cadesse nelle mani degli invasori e così anche Galtelli e il suo castello si dovettero piegare alla conquista aragonese.

## Leggenda del Castello
Grazia Deledda nel suo libro "Leggende sarde": "Il castello di Galtellì - la Civitas Galtellina, altre volte così fiorente e popolata, ora decaduta in miserabile villaggio - è interamente distrutto; restano solo i ruderi neri e desolati, dominanti il triste villaggio, muti e severi nel paesaggio misterioso. La leggenda circonda quelle meste rovine con un cerchio magico di credenze strane, fra cui la principale è che l'ultimo Barone, ovvero lo spirito suo, vegli giorno e notte sugli avanzi del castello, in guardia dei suoi tesori nascosti. Di giorno è invisibile, ma nella notte, sia calma o procellosa, chi si azzarda a visitare le rovine vede il Barone passeggiare lentamente, intorno intorno, vagando per i roveti e i massi, o lungo le nere muraglie, ricordando i giorni fastosi della sua esistenza. È giovine ancora, tristissimo in viso, vestito alla medioevale, con la spada al fianco e il collo circondato dal vaporoso collare di lattughe trapuntate. Qual fato lo ha condannato a vagare così, sempre, per secoli e secoli, sulle rovine del suo superbo maniero, ritrovo un giorno di letizia e di splendida potenza? Non si sa; forse è una scomunica del papa, forse una maledizione particolare. Oltre a lui si crede che altri spiriti, ancora in forma umana, esistenti nel castello, vaghino in sotterranee stanze, ma che non escano mai."